# 大和町 (佐賀県)
大和町（やまとちょう）は、佐賀県の中央よりやや東寄りにあった町。佐賀郡に属していた。（奈良や平安といったもっと古い時代の律令国、肥前国の時には一部は佐賀郡ではなく小城郡の所だった時もある）
この地域の歴史は古く縄文時代や弥生時代の遺産も多く発掘され、かつてこの地には肥前国府が置かれていたともいわれる。長崎自動車道の開通とともに、交通が発達。町南部は佐賀市のベッドタウン化し、佐賀市北部と生活圏が一体となっている。同じく町南部には県内有数の商業地域があり、ショッピングセンターや飲食店、自動車関連の店舗などを中心に多くの店が軒を連ねており、商業激戦地である。
2004年（平成16年）12月までに大和町と佐賀市・諸富町・富士町・三瀬村の1市3町1村の合併が各議会で可決された。2005年（平成17年）1月11日に合併調印式が挙行され、同年10月1日に合併し、新たに佐賀市となり消滅した。

## 地理
北部は脊振山地（筑紫山地）、南部は佐賀平野（筑紫平野）にある。嘉瀬川が北から南に流れる。
川上川（嘉瀬川の石井碑より上流部分の名称）の上流に位置する松梅地区から川上地区と春日地区の中央を挟んで流れ、下流域には川上峡の官人橋や秀吉の軍を渡した名護屋橋によって両岸を結んでいる。
- 山岳：金立山 (502m)、春日山 (235m)
- 河川：嘉瀬川、川上川（嘉瀬川の一部）

## 歴史
- 古くは肥前国の国府が置かれた。

### 近現代
- 1955年（昭和30年）4月16日 - 春日村・川上村・松梅村が合併し、大和村[1]が発足。
- 1958年（昭和33年）6月1日 - 富士村の一部地域（八反原地区）を編入。
- 1959年（昭和34年）1月1日 - 大和村が町制施行。大和町となる。
- 1996年（平成8年）4月1日 - 町域の一部地域（松瀬・梅野地区のそれぞれ一部）が富士町に編入。
- 2005年（平成17年）10月1日 - 佐賀市・諸富町・富士町・三瀬村と合併し、新たに佐賀市となる。

### 字の変遷
| 1868年(明治初年)時点 | 1868年(明治初年)時点 | 1889年 - | 1889年 - | 1889年 -   | 1955年 - | 1955年 - | 1955年 -   | 1956年 - | 1956年 - | 1956年 -   | 1958年 - | 1958年 - | 1958年 -   | 1959年 - | 1959年 - | 1959年 -   | 2005年 - | 2005年 -         |
| 佐賀郡               | 久池井村             | 佐賀郡   | 春日村   | 大字久池井 | 佐賀郡   | 大和村   | 大字久池井 | 同左     | 同左     | 同左       | 佐賀郡   | 大和村   | 同         | 佐賀郡   | 大和町   | 大字久池井 | 佐賀市   | 大和町大字久池井 |
| 佐賀郡               | 尼寺村               | 佐賀郡   | 春日村   | 大字尼寺   | 佐賀郡   | 大和村   | 大字尼寺   | 同左     | 同左     | 同左       | 佐賀郡   | 大和村   | 同         | 佐賀郡   | 大和町   | 大字尼寺   | 佐賀市   | 大和町大字尼寺   |
| 佐賀郡               | 池上村               | 佐賀郡   | 川上村   | 大字池上   | 佐賀郡   | 大和村   | 大字池上   | 同左     | 同左     | 同左       | 佐賀郡   | 大和村   | 同         | 佐賀郡   | 大和町   | 大字池上   | 佐賀市   | 大和町大字池上   |
| 佐賀郡               | 川上村               | 佐賀郡   | 川上村   | 大字川上   | 佐賀郡   | 大和村   | 大字川上   | 同左     | 同左     | 同左       | 佐賀郡   | 大和村   | 同         | 佐賀郡   | 大和町   | 大字川上   | 佐賀市   | 大和町大字川上   |
| 佐賀郡               | 久留間村             | 佐賀郡   | 川上村   | 大字久留間 | 佐賀郡   | 大和村   | 大字久留間 | 同左     | 同左     | 同左       | 佐賀郡   | 大和村   | 同         | 佐賀郡   | 大和町   | 大字久留間 | 佐賀市   | 大和町大字久留間 |
| 佐賀郡               | 東山田村             | 佐賀郡   | 川上村   | 大字東山田 | 佐賀郡   | 大和村   | 大字東山田 | 同左     | 同左     | 同左       | 佐賀郡   | 大和村   | 同         | 佐賀郡   | 大和町   | 大字東山田 | 佐賀市   | 大和町大字東山田 |
| 佐賀郡               | 梅野村               | 佐賀郡   | 松梅村   | 大字梅野   | 佐賀郡   | 大和村   | 大字梅野   | 同左     | 同左     | 同左       | 佐賀郡   | 大和村   | 同         | 佐賀郡   | 大和町   | 大字梅野   | 佐賀市   | 大和町大字梅野   |
| 神埼郡               | 鹿路山(一部)         | 佐賀郡   | 松梅村   | 大字名尾   | 佐賀郡   | 大和村   | 大字名尾   | 同左     | 同左     | 同左       | 佐賀郡   | 大和村   | 同         | 佐賀郡   | 大和町   | 大字名尾   | 佐賀市   | 大和町大字名尾   |
| 佐賀郡               | 松瀬村               | 佐賀郡   | 松梅村   | 大字松瀬   | 佐賀郡   | 大和村   | 大字松瀬   | 同左     | 同左     | 同左       | 佐賀郡   | 大和村   | 同         | 佐賀郡   | 大和町   | 大字松瀬   | 佐賀市   | 大和町大字松瀬   |
| 小城郡               | 八反原村             | 小城郡   | 南山村   | 大字八反原 | 同左     | 同左     | 同左       | 小城郡   | 富士村   | 大字八反原 | 佐賀郡   | 大和村   | 大字八反原 | 佐賀郡   | 大和町   | 大字八反原 | 佐賀市   | 大和町大字八反原 |

## 行政
- 町長：原口義春

## 姉妹都市
- 全国の「大和」のつく自治体同士で姉妹提携し、まほろば連邦と呼ばれる擬似国家を1989年5月に建国したが、現在は解消した。

## 地域

### 教育

#### 高等学校
- 佐賀県立高志館高等学校

#### 中学校
町立
- 大和中学校
- 松梅中学校

#### 小学校
町立
- 春日小学校
- 春日北小学校
- 川上小学校
- 松梅小学校

#### 特別支援学校
- 佐賀県立大和特別支援学校

## 交通

### 空港
- 最寄り空港は佐賀空港。ほかに町内から福岡空港への直行高速バスあり。

### 鉄道
- 町内を鉄道路線は通っていない。最寄り鉄道駅はJR九州長崎本線佐賀駅。

### バス路線

#### 一般路線バス
- 佐賀市交通局
- 昭和自動車

#### 高速バス
- わかくす号
  - 福岡市・福岡空港 - 大和町（高志館高校前）

### 道路
- 佐賀県道48号佐賀外環状線

#### 高速道路
- 長崎自動車道
  - 佐賀大和インターチェンジ

#### 一般国道
- 国道263号
  - 道の駅大和そよかぜ館
- 国道323号

#### 主要地方道
- 佐賀県道48号佐賀外環状線

## 名所・旧跡・観光スポット・祭事・催事
- 肥前国庁跡
- 川上峡・川上峡春まつり - 3月～5月
- 川上峡温泉
- 與止日女神社
- 肥前大和巨石パーク
- 大和中央公園
- 花しょうぶ園 - 5月,6月
- 舩塚古墳
- 小隈古墳
- 川上古戦場跡
- 今山合戦場跡
- 七ヶ瀬遺跡[3]

## マスコットキャラクター
1997年、合併前の旧大和町（佐賀県）で生まれたイメージキャラクター。「まほろちゃん」は、企業や地方自治体の萌えキャラブームの先駆けとして登場し、ご当地萌えキャラの元祖と呼ばれる。肥前国庁跡（奈良時代から平安時代に、古代肥前国の政治の中心となった役所跡）がある大和町の歴史と、伸びゆく未来を表現。現在、佐賀市（佐賀県）のキャラクターとして活動。
大和町公式サイトのマスコットキャラクターのイラストはアニメ絵（萌え絵）の技法を用いて描かれているのが特徴で、定型的な行政マスコットの中にあって異彩を放っていた。
メインとなるのは3人の少年少女で、ファッションは古代日本文化を意識しており、
- 長髪の女の子、まほろちゃん（後述の理由と古事記に出てくる『大和は国のまほろば』という言葉から編み出された）
- みづら髪の男の子、大和くん
- 活発な女の子、美古都ちゃん（商工会のマスコットとして描かれた）

の構成となっている。役場の職員によって描かれたものだが、お役所の固いイメージを脱したもので、インターネット上を中心に異例の人気を博した。
もっとも、大和町には肥前国一宮でもあり、天照大神の妹であると伝えられる與止日女大神を祀った與止日女神社が鎮座しており、「まほろちゃん」はこの與止日女をモデルとしたものであるといわれているので、まったく地域性から逸脱していたわけではない。
ポスターにもなっており、町役場ページのトップ画像としても、また各種パンフレットの顔としても活躍した。町役場ページでは過去の画像もほぼすべて見ることができた。
2005年10月、佐賀市への合併により一時その姿を消していたが、2006年4月より佐賀市ホームページのキッズページにて復活し、以降も佐賀市の広報に使用されている。
佐賀市の公式Twitterアカウントにも採用されている（まほろちゃん (@mahorochan) - X（旧Twitter））。
秘書課から別部署への異動という形式でツイッターの活動は2015年末を以て終了しキッズページからも姿を消した。
2017年現在、佐賀市役所内掲示物、道の駅大和そよかぜ館、佐賀市エコプラザ、肥前国庁跡資料館、大和中央公園花しょうぶ園、路上のペットマナーアップ掲示等でまほろちゃんを見ることができる。